# Guerras latino-nicenas
Las guerras latino-nicenas fueron una serie de conflictos bélicos entre el Imperio latino y el Imperio griego de Nicea, que se inició con la disolución del Imperio bizantino por la Cuarta Cruzada en 1204. El Imperio latino fue auxiliado por otros estados cruzados establecidos en el territorio bizantino después de 1204, así como la República de Venecia, mientras que Nicea fue apoyado ocasionalmente por el Imperio búlgaro, y también buscó la ayuda del rival de Venecia, la República de Génova. El conflicto también involucró al estado griego de Epiro, que también reclamó la herencia bizantina y se opuso a la hegemonía nicena. La reconquista nicena de Constantinopla en 1261 y la restauración del Imperio bizantino bajo la dinastía de los Paleólogos no pusieron fin al conflicto, ya que los bizantinos lanzaron esfuerzos por reconquistar el sur de Grecia (el principado de Acaya y el ducado de Atenas) y las islas del mar Egeo hasta el siglo xv, mientras que las potencias latinas, encabezadas por el reino angevino de Nápoles, intentaron restaurar el Imperio latino y lanzaron ataques contra el Imperio bizantino.